# Natație

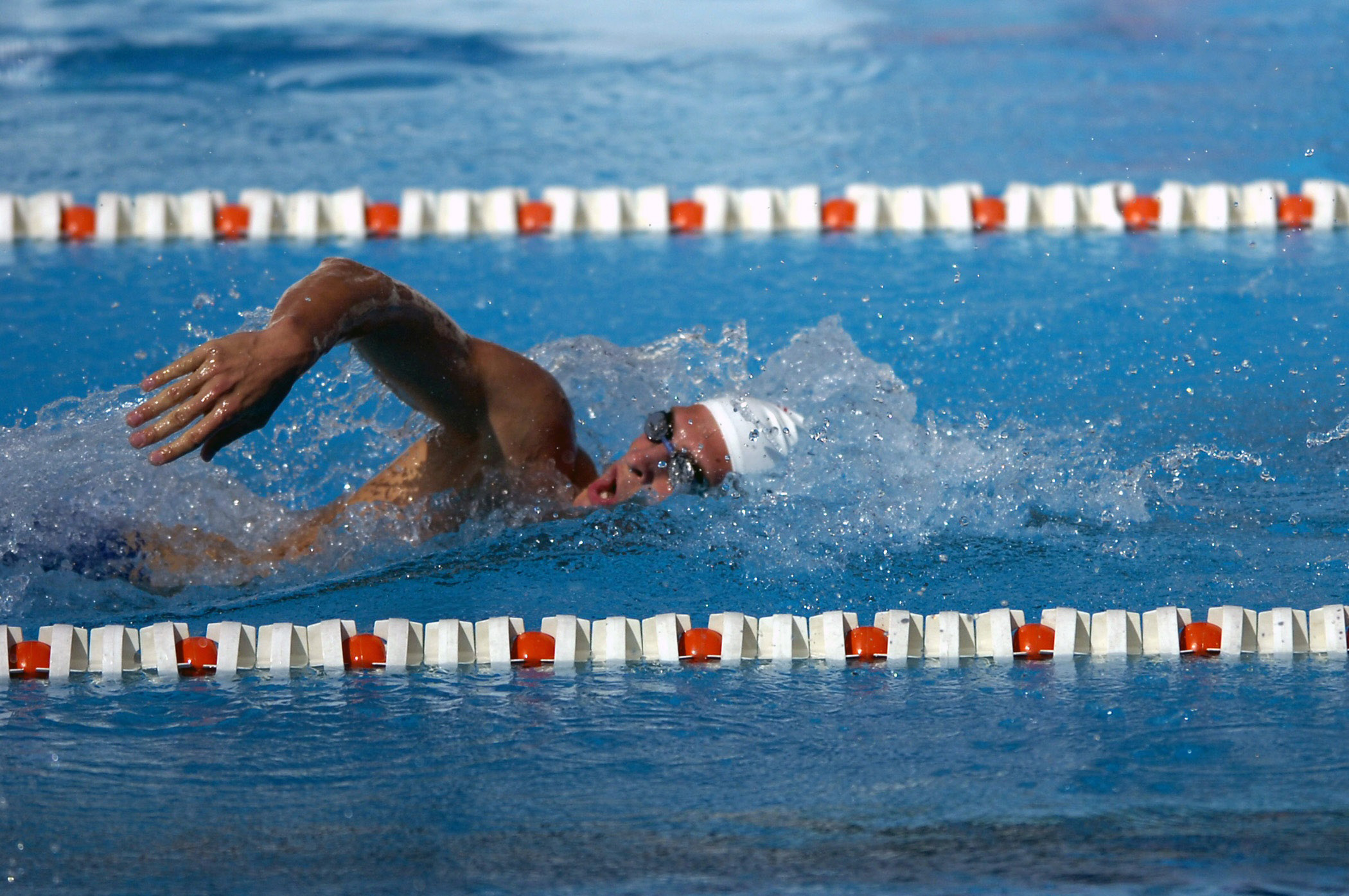

Natația este  înotul practicat ca sport. Natația este un sport nautic și disciplină sportivă în care sportivii se întrec în mai multe probe care implică deplasarea în apă prin înot.

## Ramurile natației
Natația cuprinde mai multe ramuri sportive:
- înotul sportiv (competițional)
- polo pe apă
- sărituri în apă
- înot sincron.

Pe lângă aceste ramuri ale natației ar mai putea fi incluse și altele, cum ar fi:
- înotul de fond (maratonul nautic)
- înotul subacvatic
- înot masters

Probe de înot sunt incluse și în competițiile de triatlon și pentatlon modern.

### Înot sportiv
Înotul sportiv sau competițional constă în parcurgerea anumitor distanțe în timp cât mai scurt într-un procedeu sportiv de înot, în bazine special amenajate. Activitatea competițională, este reglementată și se desfășoară sub tutela FINA (Fédération Internationale de Natation).

### Înotul de fond
Înotul de fond este înotul în ape deschise (engleză: open water swimming), în ape neamenajate (râuri, lacuri, mări, oceane) și constă în parcurgerea prin înot, a diferite distanțe. 

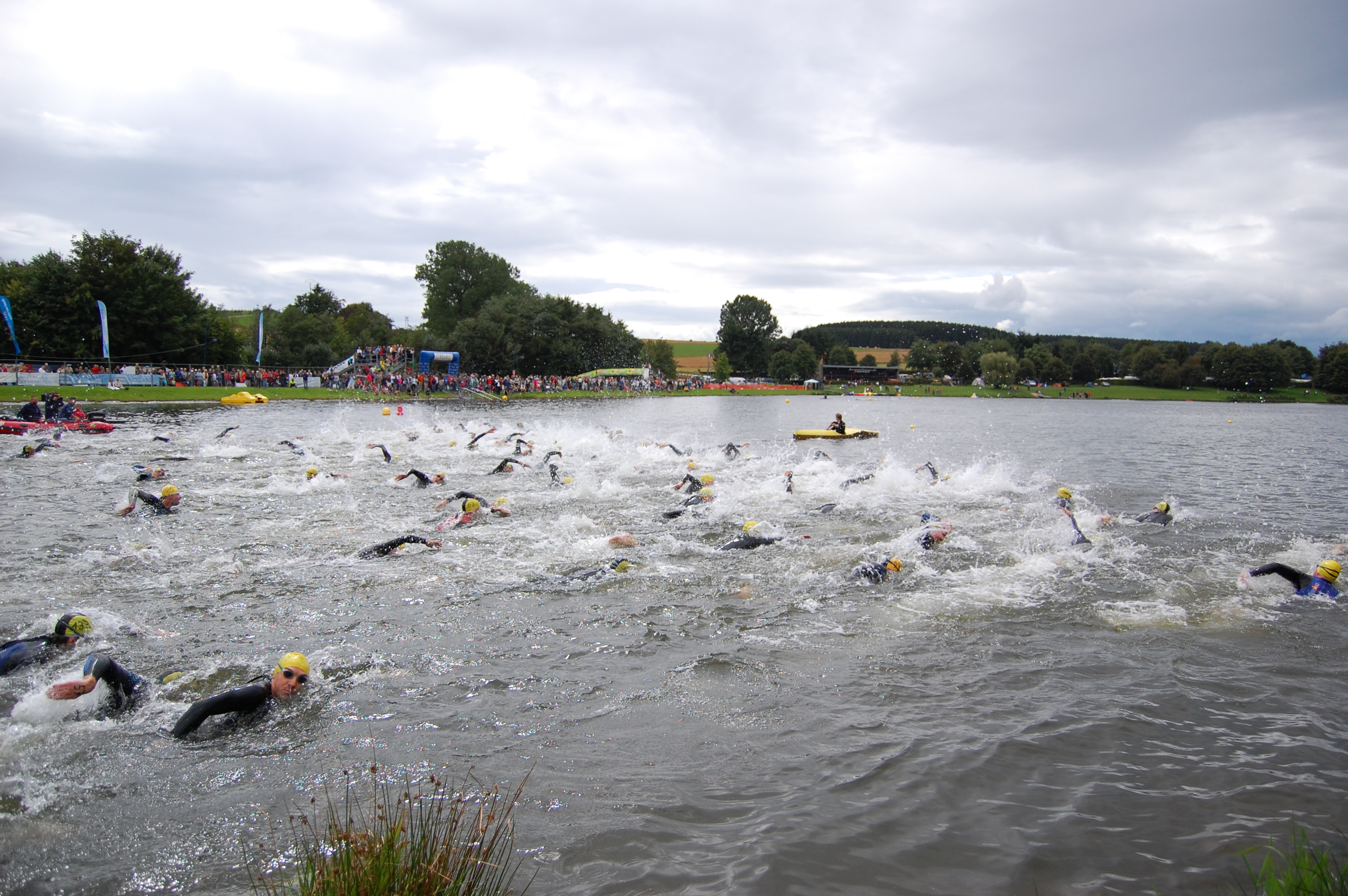
Înot de fond în apă deschisă

În trecut s-au organizat concursuri de înot cu caracter sportiv pentru traversarea unor strâmtori (Canalul Mânecii, Gibraltar sau Dardanele) sau de-a lungul coastelor oceanelor sau mărilor, pe cursul unor fluvii sau râuri. Acestea se organizează și în prezent în diferite țări ale lumii.
Traversarea înot a Canalului Mânecii între Dover și Calais este cea mai cunoscută cursă și măsoară 33 km. S-au organizat traversări într-un singur sens sau în ambele sensuri.

În anul 1875, Mathew Webb reușea pentru prima dată traversarea în condiții organizate. Apoi în 1911, francezul Thomas Burgess reușea o nouă traversare.

Gertrude Ederle din S.U.A. este prima femeie care reușea în anul 1926 să traverseze Canalul Mânecii.

Din anul 1927 s-a înființat Channel Swimming Association, care controlează organizarea traversărilor și emite brevete speciale.

În anul 1961 italianul Antonio Albertondo, realiza prima traversare dublă (în 43 ore), iar în 1977 canadianca Cynthia Nicolas realiza un record de traversare dublă.
În România în 1912 a fost organizată prima ediție a concursului de fond pe Dunăre între Măcin și Ghecet (13 Km), iar în 1923 cursa s-a desfășurat între Brăila și Galați, devenind tradițională.

Au mai fost organizate concursuri de fond pe diferite distanțe: Constanța - Techirghiol, pe Dunăre la Călărași și Brăila, pe râul Bega la Timișoara, pe lacul Floreasca cursa anuală denumită „Traversarea lacurilor”.

În prezent au fost reluate numeroase concursuri de înot fond în ape deschise cum sunt cele pentru traversarea lacului Surduc, lacului Văliug, Bezid, Snagov etc.
La nivel mondial, sunt organizate curse în probele de 25 km, 10 km și 5 km competiții sub tutela Federației Internaționale de Natație (FINA), atât la masculin cât și la feminin.

### Înotul subacvatic
Înotul subacvatic sau înot cu labele se practică cu labe de construcție specială de delfin aplicate pe picioare și cu tub de respirație, este o ramură relativ nouă, nu este sport olimpic, dar se organizează sistematic Campionate Europene.

### Înot masters
Înotul masters este înotul practicat de către adulți, ca amatori, atât în regim de competiție, cât și recreațional, într-un cadru organizat, definit de instituții și reglementări specifice.